# Série du siècle 1972
La Série du siècle 1972 est le nom d'une série de huit rencontres internationales de hockey sur glace. L'ensemble des rencontres se sont déroulées entre le 2 et le 28 septembre 1972. Les quatre premiers matchs ont lieu dans différentes villes du Canada, tandis que les quatre derniers sont joués à Moscou en URSS,.

## Contexte
En 1972, le Canada et l'Union soviétique s'affrontent lors d'une série, pour déterminer laquelle des deux nations était la meilleure équipe de hockey sur glace au monde. Les Soviétiques dominent le hockey mondial depuis plusieurs années déjà avec les Tchécoslovaques, champions du monde en titre, mais les Canadiens estiment que cela ne reflète pas la véritable hiérarchie mondiale, puisque les joueurs professionnels sont, à l'époque, interdits de compétitions internationales. En protestation, le Canada boycotte d'ailleurs ces compétitions depuis 1970.
Avant le début de la série, la plupart des Canadiens sont convaincus que leur équipe, composée des meilleurs joueurs de Ligue nationale de hockey, ne fera qu'une bouchée de l'équipe soviétique.
Après les quatre premiers matchs au Canada, où la finesse de jeu des Soviétiques époustoufle le public, l'équipe canadienne est menée deux victoires à une et un match nul.
Dans le premier match à Moscou, l'URSS a comblé un déficit de 4-1 et a remporté le match 5-4. À ce moment précis de la série, les Soviétiques n'ont besoin que d'une partie nulle pour remporter le championnat.
Par la suite, l'équipe canadienne a sonné le ralliement et est parvenue à imposer son style de jeu physique et brutal. Bobby Clarke s'est servi de son bâton de hockey pour donner un coup fracturant la cheville de Valeri Kharlamov. Les Canadiens ont remporté les trois dernières parties en territoire soviétique, la dernière sur un but de Paul Henderson à 34 secondes de la fin du huitième et ultime match. Pour le public canadien, cette victoire théâtrale de l'équipe canadienne constitue l'un des plus grands moments de l'histoire du hockey.

## Composition des équipes
| No | Gardiens de but       | Équipe                   | PJ | BC | L   | Arr | %Arr   |
| 1  | Eddie Johnston        | Bruins de Boston         | 0  | 0  | 0   | 0   | 0      |
| 29 | Ken Dryden            | Canadiens de Montréal    | 4  | 19 | 119 | 100 | 84,0 % |
| 35 | Tony Esposito         | Black Hawks de Chicago   | 4  | 13 | 108 | 95  | 87,9 % |
| No | Défenseurs            | Équipe                   | PJ | B  | A   | Pts | Pun    |
| 2  | Gary Bergman          | Red Wings de Détroit     | 8  | 0  | 3   | 3   | 13     |
| 3  | Pat Stapleton         | Black Hawks de Chicago   | 7  | 0  | 0   | 0   | 0      |
| 4  | Bobby Orr             | Bruins de Boston         | 0  | 0  | 0   | 0   | 0      |
| 5  | Brad Park             | Rangers de New York      | 8  | 1  | 4   | 5   | 2      |
| 16 | Rod Seiling           | Rangers de New York      | 3  | 0  | 0   | 0   | 0      |
| 17 | Bill White            | Black Hawks de Chicago   | 7  | 1  | 1   | 2   | 8      |
| 23 | Serge Savard          | Canadiens de Montréal    | 5  | 0  | 2   | 2   | 0      |
| 25 | Guy Lapointe          | Canadiens de Montréal    | 7  | 0  | 1   | 1   | 6      |
| 26 | Don Awrey             | Bruins de Boston         | 2  | 0  | 0   | 0   | 0      |
| 32 | Dale Tallon           | Canucks de Vancouver     | 0  | 0  | 0   | 0   | 0      |
| 37 | Jocelyn Guevremont    | Canucks de Vancouver     | 0  | 0  | 0   | 0   | 0      |
| 38 | Brian Glennie         | Maple Leafs de Toronto   | 0  | 0  | 0   | 0   | 0      |
| No | Attaquants            | Équipe                   | PJ | B  | A   | Pts | Pun    |
| 6  | Ron Ellis - AD        | Maple Leafs de Toronto   | 8  | 0  | 3   | 3   | 8      |
| 7  | Phil Esposito - C     | Bruins de Boston         | 8  | 7  | 6   | 13  | 15     |
| 8  | Rod Gilbert - AD      | Rangers de New York      | 6  | 1  | 3   | 4   | 9      |
| 9  | Bill Goldsworthy - AD | North Stars du Minnesota | 3  | 1  | 1   | 2   | 4      |
| 10 | Dennis Hull - AG      | Black Hawks de Chicago   | 4  | 2  | 2   | 4   | 4      |
| 11 | Vic Hadfield - AG     | Rangers de New York      | 2  | 0  | 0   | 0   | 0      |
| 12 | Yvan Cournoyer - AD   | Canadiens de Montréal    | 8  | 3  | 2   | 5   | 2      |
| 14 | Wayne Cashman - AD    | Bruins de Boston         | 2  | 0  | 2   | 2   | 14     |
| 15 | Red Berenson - C      | Red Wings de Détroit     | 2  | 0  | 1   | 1   | 0      |
| 18 | Jean Ratelle - C      | Rangers de New York      | 6  | 1  | 3   | 4   | 0      |
| 19 | Paul Henderson - AG   | Maple Leafs de Toronto   | 8  | 7  | 3   | 10  | 4      |
| 20 | Pete Mahovlich - AG   | Canadiens de Montréal    | 7  | 1  | 1   | 2   | 4      |
| 21 | Stan Mikita - C       | Black Hawks de Chicago   | 2  | 0  | 1   | 1   | 0      |
| 22 | Jean-Paul Parisé - AG | North Stars du Minnesota | 6  | 2  | 2   | 4   | 28     |
| 24 | Mickey Redmond - AD   | Red Wings de Détroit     | 1  | 0  | 0   | 0   | 0      |
| 27 | Frank Mahovlich - AG  | Canadiens de Montréal    | 6  | 1  | 1   | 2   | 0      |
| 28 | Bobby Clarke - AG     | Flyers de Philadelphie   | 8  | 2  | 4   | 6   | 18     |
| 33 | Gilbert Perreault - C | Sabres de Buffalo        | 2  | 1  | 1   | 2   | 0      |
| 34 | Marcel Dionne - C     | Red Wings de Détroit     | 0  | 0  | 0   | 0   | 0      |
| 36 | Rick Martin - AG      | Sabres de Buffalo        | 0  | 0  | 0   | 0   | 0      |

| No | Gardiens de but                       | Équipe                | PJ | BC | L   | Arr | %Arr   |
| 1  | Viktor Zinger                         | HC Spartak Moscou     | 0  | 0  | 0   | 0   | 0      |
| 20 | Vladislav Tretiak                     | CSKA Moscou           | 8  | 31 | 267 | 236 | 88,4 % |
| 26 | Aleksandr Pachkov                     | Dynamo Moscou         | 0  | 0  | 0   | 0   | 0      |
| 27 | Aleksandr Sidelnikov                  | Krylia Sovetov Moscou | 0  | 0  | 0   | 0   | 0      |
| No | Défenseurs                            | Équipe                | PJ | B  | A   | Pts | Pun    |
| 2  | Aleksandr Goussev                     | CSKA Moscou           | 6  | 1  | 0   | 1   | 2      |
| 3  | Vladimir Loutchenko                   | CSKA Moscou           | 8  | 1  | 3   | 4   | 0      |
| 4  | Viktor Kouzkine                       | CSKA Moscou           | 7  | 0  | 1   | 1   | 8      |
| 5  | Aleksandr Ragouline                   | CSKA Moscou           | 6  | 0  | 1   | 1   | 4      |
| 6  | Valeri Vassiliev                      | Dynamo Moscou         | 6  | 1  | 2   | 3   | 6      |
| 7  | Guennadi Tsygankov                    | CSKA Moscou           | 8  | 0  | 2   | 2   | 6      |
| 14 | Iouri Chatalov                        | Krylia Sovetov Moscou | 2  | 0  | 0   | 0   | 0      |
| 25 | Iouri Liapkine                        | Khimik Voskressensk   | 6  | 1  | 5   | 6   | 0      |
| 26 | Ievgueni Paladiev                     | HC Spartak Moscou     | 3  | 0  | 0   | 0   | 0      |
| No | Attaquants                            | Équipe                | PJ | B  | A   | Pts | Pun    |
| 8  | Viatcheslav Starchinov - C            | HC Spartak Moscou     | 1  | 0  | 0   | 0   | 0      |
| 9  | Iouri Blinov - AG                     | CSKA Moscou           | 5  | 2  | 1   | 3   | 0      |
| 10 | Aleksandr Maltsev - AD                | Dynamo Moscou         | 8  | 0  | 5   | 5   | 0      |
| 11 | Ievgueni Zimine - AD                  | HC Spartak Moscou     | 2  | 2  | 1   | 3   | 2      |
| 12 | Ievgueni Michakov - AG                | CSKA Moscou           | 6  | 0  | 0   | 0   | 5      |
| 13 | Boris Mikhaïlov - AD                  | CSKA Moscou           | 8  | 3  | 2   | 5   | 9      |
| 15 | Aleksandr Iakouchev - AG              | HC Spartak Moscou     | 8  | 7  | 4   | 11  | 4      |
| 16 | Vladimir Petrov - C                   | CSKA Moscou           | 8  | 3  | 4   | 7   | 10     |
| 17 | Valeri Kharlamov - AG                 | CSKA Moscou           | 7  | 3  | 4   | 7   | 16     |
| 18 | Vladimir Vikoulov - AG                | CSKA Moscou           | 6  | 2  | 1   | 3   | 6      |
| 19 | Vladimir Chadrine - C                 | HC Spartak Moscou     | 8  | 3  | 5   | 8   | 0      |
| 21 | Viatcheslav Solodoukhine - C          | SKA Leningrad         | 1  | 0  | 0   | 0   | 0      |
| 22 | Viatcheslav Anissine - C              | Krylia Sovetov Moscou | 7  | 1  | 3   | 4   | 2      |
| 23 | Iouri Lebedev - AG                    | Krylia Sovetov Moscou | 3  | 1  | 0   | 1   | 2      |
| 24 | Aleksandr Bodounov - AD               | Krylia Sovetov Moscou | 3  | 1  | 0   | 1   | 0      |
| 29 | Aleksandr Martyniouk - AD             | HC Spartak Moscou     | 1  | 0  | 0   | 0   | 0      |
| 30 | Aleksandr Sergueïevitch Voltchkov - C | CSKA Moscou           | 3  | 0  | 0   | 0   | 0      |